# Kossuth híd (Budapest)
A Kossuth híd a Budapest ostromakor felrobbantott budapesti Duna-hidak részbeni pótlására felépített, a Kossuth és a Batthyány tér közötti egykori állt úgynevezett félállandó híd. 1946-tól 1956-ig működött, majd 1960-ban lebontották.

## Története
A második világháború befejezését követően a fővárosban nem maradt ép híd, pótlásukat visszaépítésükig átkelőhajó-közlekedéssel és pontonhidak építésével próbálták megoldani, amelyek azonban a folyam téli jégzajlása miatt nem tudták folyamatosan biztosítani a budai és a pesti oldal közötti kapcsolatot. Az első állandó híd a Kossuth Lajosról elnevezett híd volt, amely 1946. augusztus 20-áig, a Szabadság híd megnyitásáig egyben az egyetlen is volt.
A híd helyének kiválasztásakor egyértelmű volt, hogy az állandó hidak közül leghamarabb a Ferenc József hídon tudják visszaállítani a forgalmat. Ezért a Margit híd és a Lánchíd között kerestek megfelelő területet. A Batthyány tér–Báthory utca és a Pálffy tér (Bem tér)–Klotild utca (Stollár utca) közötti nyomvonalak között a nagyjából 100 méterrel rövidebb hossz döntött az előbbi javára.
A pillérek építése 1945. május 16-án indult, a hidat a gyalogos forgalom számára 1946. január 13-án vasárnap, a közúti forgalomnak január 18-án (?) nyitották meg. A rekordgyorsaságú, mindössze nyolc hónapig tartó építkezés az újrakezdés szimbólumává tette az új hidat.
Mistéth Endre és Hilvert Elek kilencnyílású hidat tervezett, középen egy 80 méteres, mellette egy-egy 55 méteres, a két oldalon a folyam partjai mellett 3-3 darab 27,5 méteres nyílással. A híd az eredeti tervek szerint faszerkezettel készült volna, de végül a két parti nyílást leszámítva acélszerkezettel épült meg; 1954-ben ezeket is acélra cserélték. A kivitelezéshez szükséges vasanyagot a háborús törmelékekből, roncsokból válogatták össze.
A híd teherbírása korlátozott volt; egy idő után a nagyobb autóbuszok már nem hajthattak fel rá, végül már csak a gyalogosforgalom volt engedélyezett.
A hidat 10 éves élettartamra tervezték, ennek megfelelően elhasználódása miatt 1956-ban, amikor már nélkülözhetővé vált, korlátoztak rajta a forgalmát, 1960-ban végül lebontották. A medertisztítási munkák 1963-ra fejeződtek be. A keszonoknak új felhasználást találtak, Kulcsnál partvédművekbe építették be őket. A vasszerkezetből Kimlén és Feketeerdőn építettek hídat, valamint a szegedi Dóm téren ebből készült a szabadtéri játékok nézőtere. Helyét az egykori pesti és budai hídfőnél emlékkő jelöli.
A budai és a pesti hídfőhöz ideiglenes villamos-végállomás épült, előbbi a metróépítés miatt hamar megszűnt, de utóbbi miatt a villamosok a Rákóczi-szobrot megkerülték, sokáig a déli irányú 2-es villamos a Rákóczi-szobor és az Országház közt haladt el, bár a Kossuth téri, a híd miatt épült hurokvégállomás rég megszűnt már.
A Kossuth híd helyén 1973. augusztus 20-án, majd 2003. március 15-én néhány napra pontonhidat építettek.
A Kossuth híd építéséről annak idején Háy Gyula színművet írt (Az élet hídja, 1951). Faludy György pedig már 1946-ban verset szentelt a hídnak (Kossuth híd, 1946).

## Keresztmetszete
A Kossuth híd irányonként egy forgalmi sávos volt, 7 méter keresztmetszeti szélességet biztosítva az autóknak, ezenfelül mindkét oldalon további 3,25 métert a gyalogosoknak.

## Kossuth híd-emlékérem
A köztársasági elnök által 1946-ban létrehozott díj, amivel a híd ünnepélyes átadásán jutalmazták az építőket. Az ünnepségen 84 ezüst és 650 bronzérmet adtak át. Az építésen dolgozó szovjet katonáknak kiosztott érmek száma ismeretlen, becslés alapján 100-150 db. Az érem 4,1 cm átmérőjű, 1,5 mm vastag. Előlapján körbefutó koszorú, az előtérben balra egy kalapácsra támaszkodó munkás, jobbra egy ásót tartó földmunkás, középen a híd és az Országház látható. Az alakok felett a Kossuth hídért 1946 felirat olvasható. Az emlékérmet Ferenczy Béni tervei alapján az Állami Pénzverő készítette.

## Képek

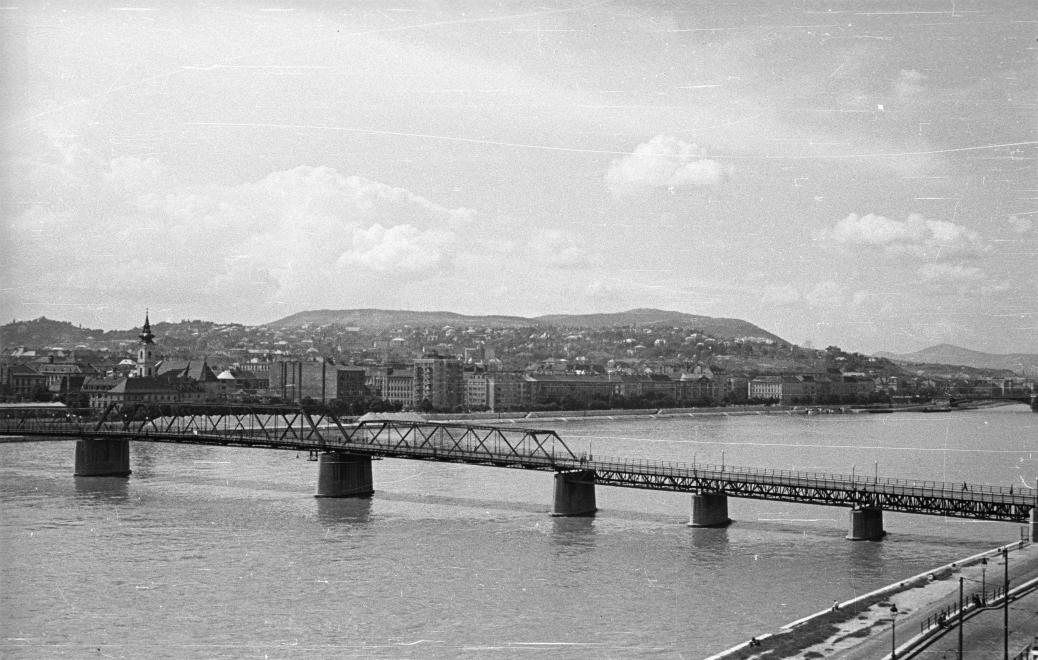
A Kossuth híd 1955-ben a Széchenyi rakpart felől nézve
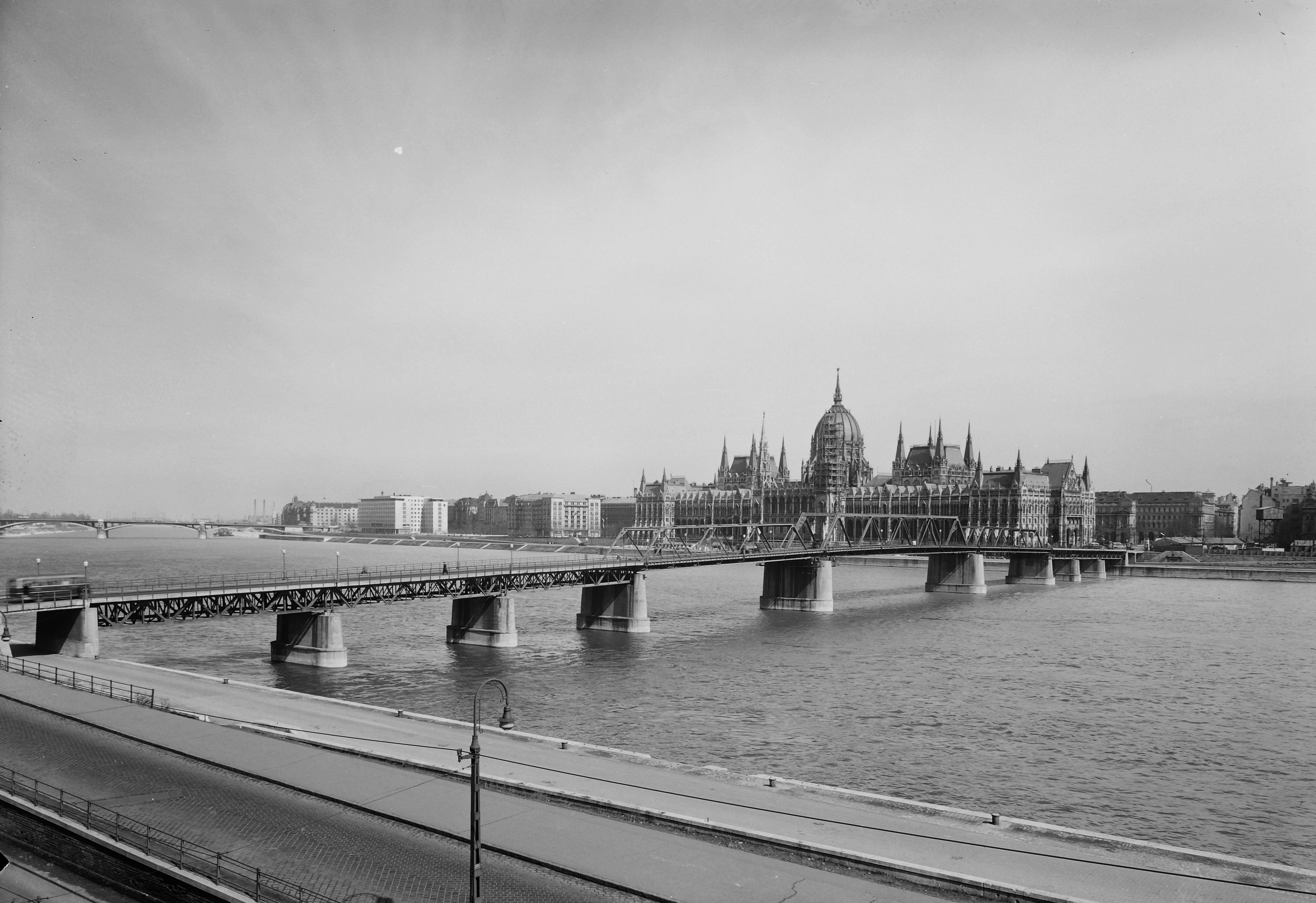
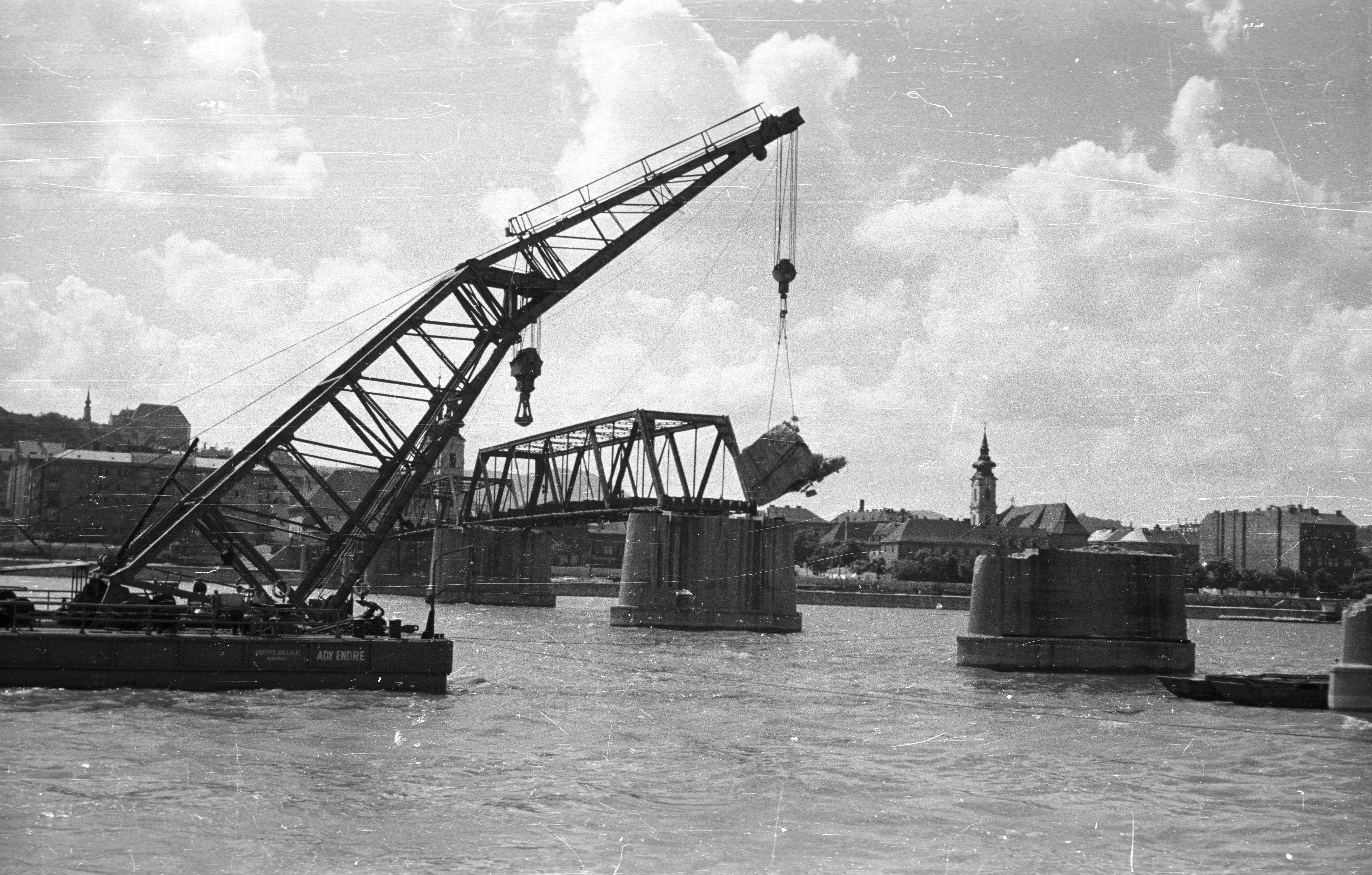
A híd bontása 1960-ban
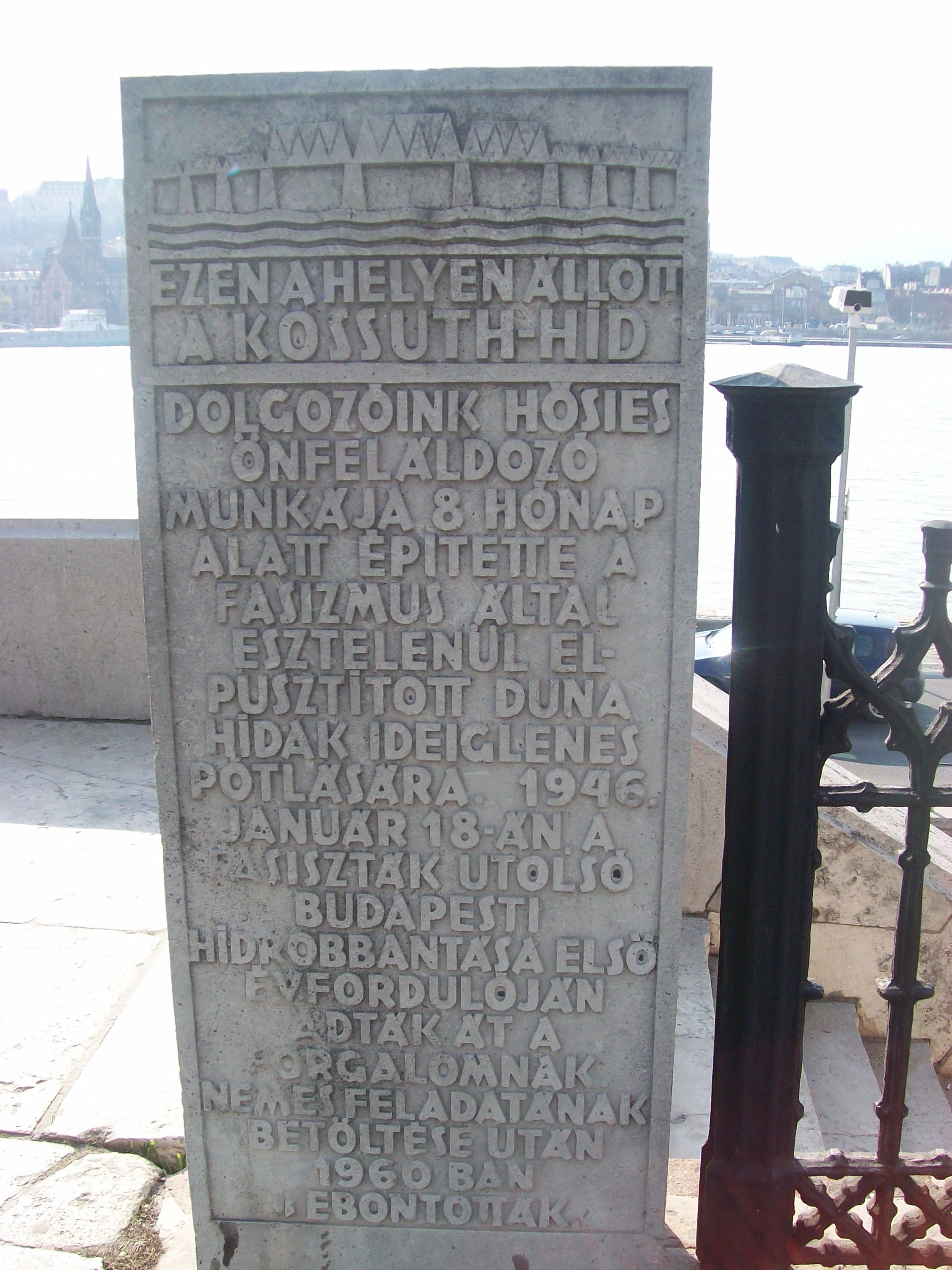
Emléktábla a pesti parton
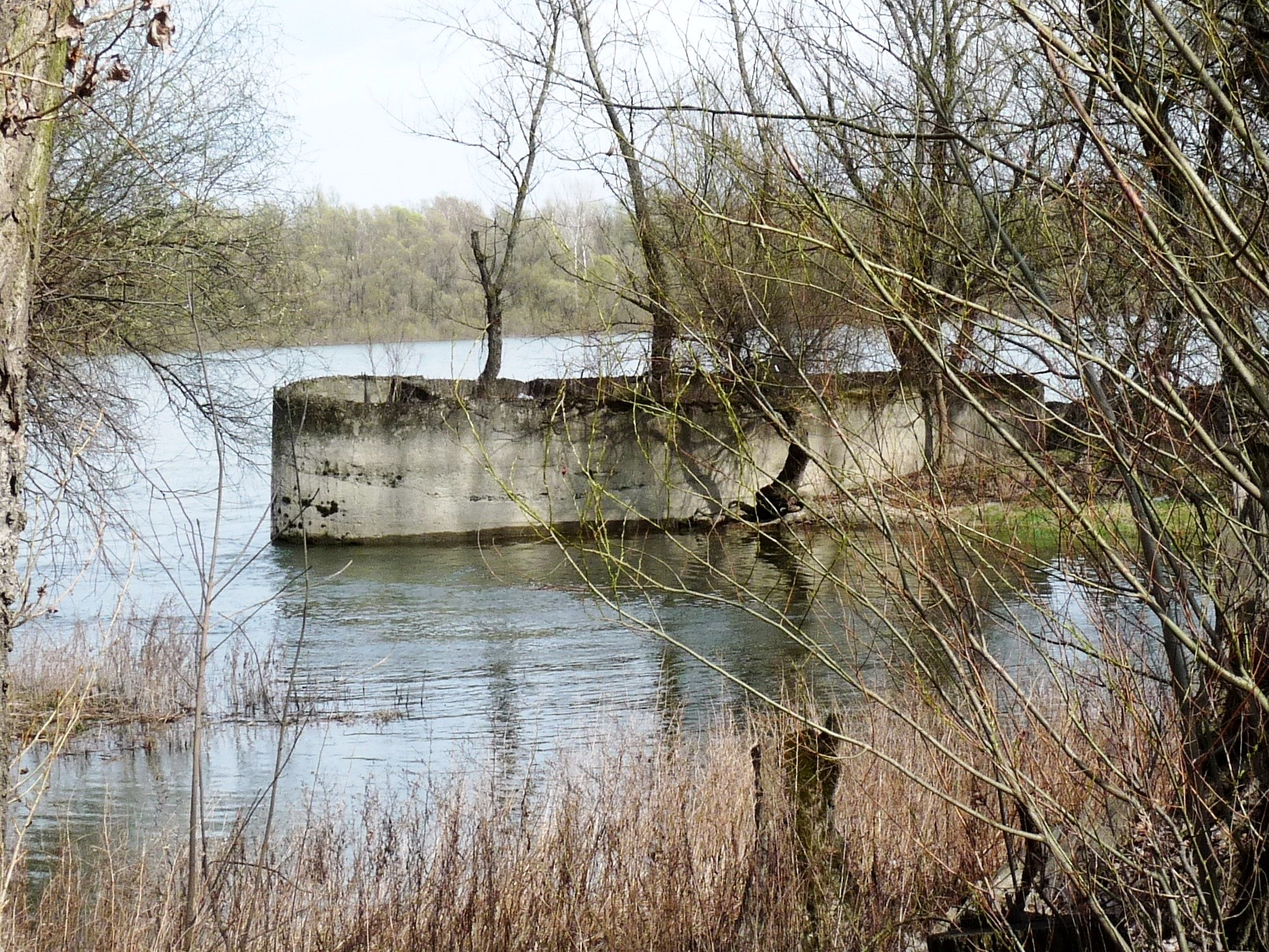
Dunai partvédő mű Kulcsnál